# ビッグ・ファン (グループ)
ビッグ・ファン (Big Fun)は、1988年から1994年まで活動したイギリスのボーイ・バンド。フィル・クレスウィック、マーク・ガレスピー、ジェイソン・ジョンの3人のメンバーで構成され、ストック・エイトキン・ウォーターマンが全体のプロデュースを手掛けた。

## キャリア
彼らの唯一のアルバム『ポケットいっぱいの夢』は1990年に発売され、全英アルバムチャートのTOP10入りを果たした。アルバムは1978年にヒットしたザ・ジャクソンズの曲のカバー「今夜はブギー・ナイト」や、「君がくれた約束」「キャント・シェイク・ザット・フィーリング」などのシングルを含む。もともとは「空が落ちてくる」がファースト・シングルとして考えられていたが、「今夜はブギー・ナイト」に差し替えられた。
トップ10アルバムと2曲のトップ10シングルを出したものの、1990年にジャイヴ・レコードから契約解除された。フィル曰くバンドはレコードが成功してもそれに伴ったお金の額は貰えず、レコード会社とプロデューサーだけが儲かったと話している・
ジェイソンが離れた後の1994年、小規模なレーベルからビッグ・ファン IIとして最後のシングル「ストンプ!」（ブラザーズ・ジョンソンのカバー）を発売するが、1stアルバムほどの成功は得られなかった、しかし全米のダンスチャートには高順位でチャートインした。
メンバーは3人ともゲイである、しかしピート・ウォーターマンは3人がゲイだということが知れ渡るとバンドのキャリアが上手くいかないと考えたため、彼らに性的指向を秘密にするように告げた。
解散後、フィルは塗装業者になったが、薬物中毒に悩まされることになった。ジェイソンはモデルや音楽業界のマネージャーの職に戻ったが、2019年にブラジルで死去。

## メンバー
- フィル・クレスウィック Phil Creswick (1965年10月12日 - ) - ヴォーカル
- マーク・ガレスピー Mark Gillespie (1966年11月16日 - ) - リード・ヴォーカル
- ジェイソン・ジョン Jason John (1967年3月18日 - 2019年1月) - ヴォーカル
- キース・デイヴィス Keith Davies

## ディスコグラフィー

### アルバム
- 『ポケットいっぱいの夢』-  A Pocketful of Dreams（1990年、全英7位[8]、ドイツ39位[9]）
  - 2010年にチェリー・ポップ・レコードよりボーナス・トラックを6曲追加したリマスター盤が発売。
  - 日本盤にはボーナス・トラックとしてイギリスでシングルのみ発売されていた「ともだち」を追加収録。
  - 「ともだち」は元々キャロル・キングの「君の友だち」をカバーする予定だったが没になり、同名の曲を新たにストック・エイトキン・ウォーターマンが書き下ろした。「君の友だち」のカバー・ヴァージョンは2010年のリマスター盤のボーナス・トラックとして収録された。両曲ともソニアとのデュエット。

1. 君がくれた約束 - Handful of Promises
2. 今夜はブギー・ナイト - Blame It on the Boogie
3. キャント・シェイク・ザ・フィーリング - Can't Shake the Feeling
4. パーティしようよ - Fight for the Right to Party
5. 僕だけを信じて - Not That Kinda Guy
6. 永遠にラブ - We're in This Love Forever

1. 傷つけないで - Why Did You Break My Heart
2. もう一度 - Bring Your Love Back
3. 君は天国 - The Heaven I Need
4. ロンリー・ガール - Hey There Lonely Girl
5. アース・ムーブ - I Feel the Earth Move
6. ともだち - You've Got A Friend

### シングル
| 発売年                                                        | シングル                           | 最高順位 | 最高順位 | 最高順位  | 最高順位 | 最高順位 | 最高順位 | 最高順位 | 最高順位 | 最高順位 | 最高順位 | アルバム              |
| 発売年                                                        | シングル                           | UK       | AUS      | BEL (Fla) | FRA      | GER      | IRE      | NED      | NZ       | SPN      | US Dance | アルバム              |
| ------------------------------------------------------------- | ---------------------------------- | -------- | -------- | --------- | -------- | -------- | -------- | -------- | -------- | -------- | -------- | --------------------- |
| 1989                                                          | "Living for Your Love"             | –        | —        | —         | —        | —        | —        | —        | —        | —        | —        | シングルのみ          |
| 1989                                                          | "Blame It on the Boogie"           | 4        | 37       | 14        | 17       | 15       | 7        | 31       | 32       | 5        | —        | A Pocketful of Dreams |
| 1989                                                          | "Can't Shake the Feeling"          | 8        | 97       | 38        | 47       | 41       | 7        | –        | –        | 6        | —        | A Pocketful of Dreams |
| 1990                                                          | "Handful of Promises"              | 21       | 110      | 42        | –        | –        | 6        | –        | –        | 9        | —        | A Pocketful of Dreams |
| 1990                                                          | "You've Got a Friend" (with Sonia) | 14       | 157      | –         | –        | –        | 12       | —        | —        | —        | —        | シングルのみ          |
| 1990                                                          | "Hey There Lonely Girl"            | 62       | —        | —         | —        | —        | —        | —        | —        | —        | —        | A Pocketful of Dreams |
| 1994                                                          | "Stomp!" (ビッグ・ファン II名義)   | –        | –        | –         | –        | –        | –        | –        | –        | –        | 12       | シングルのみ          |
| "—" denotes releases that did not chart or were not released. |                                    |          |          |           |          |          |          |          |          |          |          |                       |

### ビデオ
- A Pocketful of Dreams – The Video Hits（1990年）